# The Born Free Tour
The Born Free Tour – druga wspólna trasa koncertowa gitarzysty zespołu Queen, Briana Maya i Kerry Ellis, która odbyła się na przełomie 2012 i 2013 r. W 2012 Brian i Kerry dali 11 koncertów w Anglii. W 2013 trasa obejmowała ponownie 11 koncertów w Anglii, po 1 w Irlandii, Francji i Austrii oraz 4 we Włoszech. W repertuarze znalazły się utwory z repertuaru Kerry Ellis, Queen oraz cover Boba Dylana „Knockin’ On Heaven’s Door”.

## Program koncertów
1. „Born Free”
2. „I Loved a Butterfly”
3. „I (Who Have Nothing)”
4. „Dust In The Wind”
5. „Cosie Celeste”
6. „Somebody To Love”
7. „Nothing Really Has Changed”
8. „Life Is Real”
9. „The Way We Were”
10. „Since You’ve Been Gone”
11. „39”
12. „Something”
13. „Love Of My Life”
14. „I’m Not That Girl”
15. „No One But You”
16. „Last Horizon”
17. „Tie Your Mother Down”
18. „Can’t Be Your Friend”
19. „Knockin’ On Heaven’s Door” (cover Boba Dylana)
20. „We Will Rock You”
21. „We Are The Champions”
22. „Born Free”
23. „Crazy Little Thing Called Love”

## Lista koncertów

### Koncerty w 2012
- 5 listopada – Bury St Edmunds, The Apex
- 6 listopada – Royal Leamington Spa, Lemington Assembly Halls
- 7 listopada – Corby, Corby Cube
- 9 listopada – Royal Tunbridge Wells, Assembly Hall Theatre
- 10 listopada – Brighton, St. George Church
- 11 listopada – Londyn, Union Chapel
- 12 listopada – St. Albans, St. Alban's Arena
- 15 listopada – Crawley, Hawth Theatre
- 16 listopada – Portsmouth, New Theatre Royal
- 17 listopada – Salisbury, Salisbury Playhouse
- 19 listopada – High Wycombe, Wycombe Swan

### Koncerty w 2013
- 17 czerwca – Oksford, Anglia – St John Evangelist Church
- 18 czerwca – Bournemouth, Anglia – Pavilion Theatre
- 19 czerwca – Basingstoke, Anglia – The Anvil
- 21 czerwca – Northampton, Anglia – Royal & Derngate
- 23 czerwca – Liverpool, Anglia – Philharmonic Hall
- 24 czerwca – Birmingham, Anglia – Birmingham Town Hall
- 25 czerwca – Salford, Anglia – The Lowry
- 26 czerwca – Gateshead, Anglia – The Sage Gatehead
- 28 czerwca – Malvern, Anglia – Malvern Theatre
- 29 czerwca – Llandudno, Walia – Venue Cymru
- 30 czerwca – Dublin, Irlandia – Olympia Theatre
- 8 lipca – Paryż, Francja – La Cigale
- 13 lipca – Sogliano al Rubicone, Włochy – Piazza Matteotti
- 14 lipca – Pescara, Włochy – Teatro d’Anuzzio
- 15 lipca – Klagenfurt am Wörthersee, Austria – Wörtherseebühne
- 16 lipca – Grado, Włochy – Diga Nazario Sauro
- 17 lipca – Mediolan, Włochy – Auditorium di Milano